# Tuzantán
Tuzantán est une municipalité du Chiapas, au Mexique. Elle couvre une superficie de 64,6 km2 et compte 31 755 habitants en 2015.